# Iglesia de San Pedro (Ansemil)
San Pedro de Ansemil es la iglesia parroquial de Ansemil, en el municipio de Silleda, provincia de Pontevedra. El conjunto eclesial, que es lo que queda de un anterior monasterio benedictino de monjas, está formado por una iglesia románica de planta basilical de tres naves y tres ábsides rectangulares, a la que está adosada en su muro sur una capilla gótica que sirvió de enterramiento de la familia de los condes de Deza.

## Historia
El cenobio, protorrománico, cuyo origen se sitúa entre finales del siglo IX y principios del X estuvo habitado por una comunidad de monjas benedictinas, y es contemporáneo del vecino monasterio de San Lorenzo de Carboeiro.
En sus orígenes, que se remontan al mandato del obispo de Santiago, Sisnando, fue probablemente un monasterio dúplice. El monasterio aparece citado en un documento del año 972 y se menciona un monasterio benedictino de monjas en 1073. Para el historiador Antonio López Ferreiro, la comunidad femenina desapareció, pero el monasterio no dejó de ser mencionado en diversos documentos, por lo que se considera que una comunidad religiosa pero quizás masculina siguió ocupando el lugar, sustituyendo a la femenina. La comunidad femenina se reintegraría en el siglo XIII o principios del XIV. En el siglo XVI, con motivo de la reforma de las comunidades monásticas iniciada por los Reyes Católicos, la comunidad se incorporó al monasterio de San Pelayo de Antealtares de Santiago de Compostela.
Bango Torviso interpreta que el templo hasta el primer tercio del siglo XII debió corresponder «con una primitiva estructura basilical asturiana». En ese momento se harían restauraciones del primitivo edificio, principalmente en la capilla central y la fachada occidental. Cuando a finales del siglo XIII o principios del XIV volvió a ser ocupada por una comunidad femenina, se construyeron la capilla funeraria de los Deza y la portada norte, así como el capitel con cabeza de burro y el rostro humano de la capilla central. Este autor considera que esta iglesia, como muchas otras del románico gallego, presenta la persistencia de muchas de las formas del arte asturiano.

## Descripción

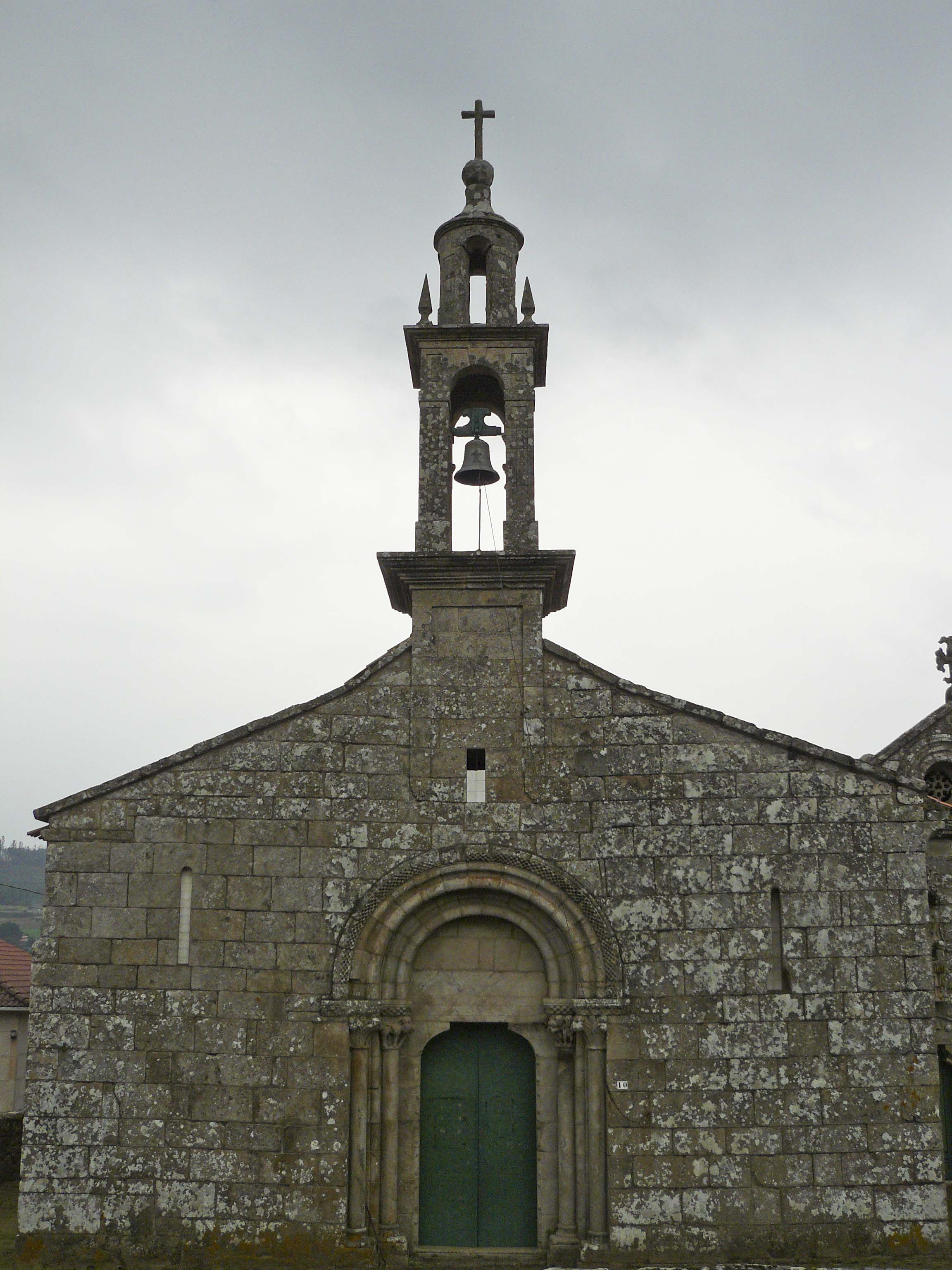
Fachada occidental

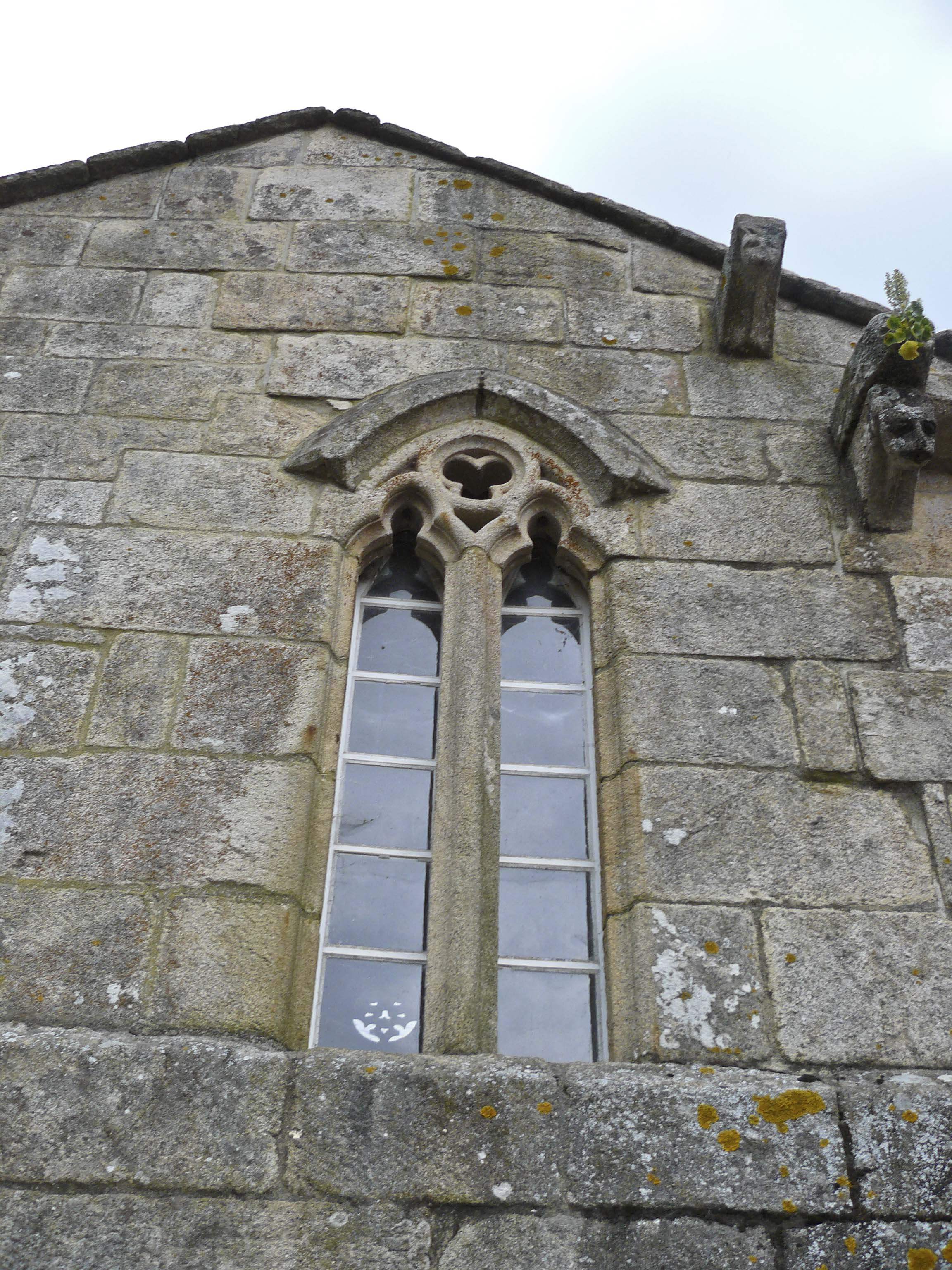
Vano gótico de la capilla de los Deza

En la actualidad se conservan las dos construcciones mencionadas: una iglesia románica y contigua a su muro sur una capilla gótica. La primera fue el resultado de la reforma de una construcción prerrománica anterior que debió completarse hacia 1171.
En su aspecto decorativo destacan sus capiteles y sobre todo los canecillos exteriores caracterizados por una gran variedad morfológica y gran plasticidad.

## Iglesia

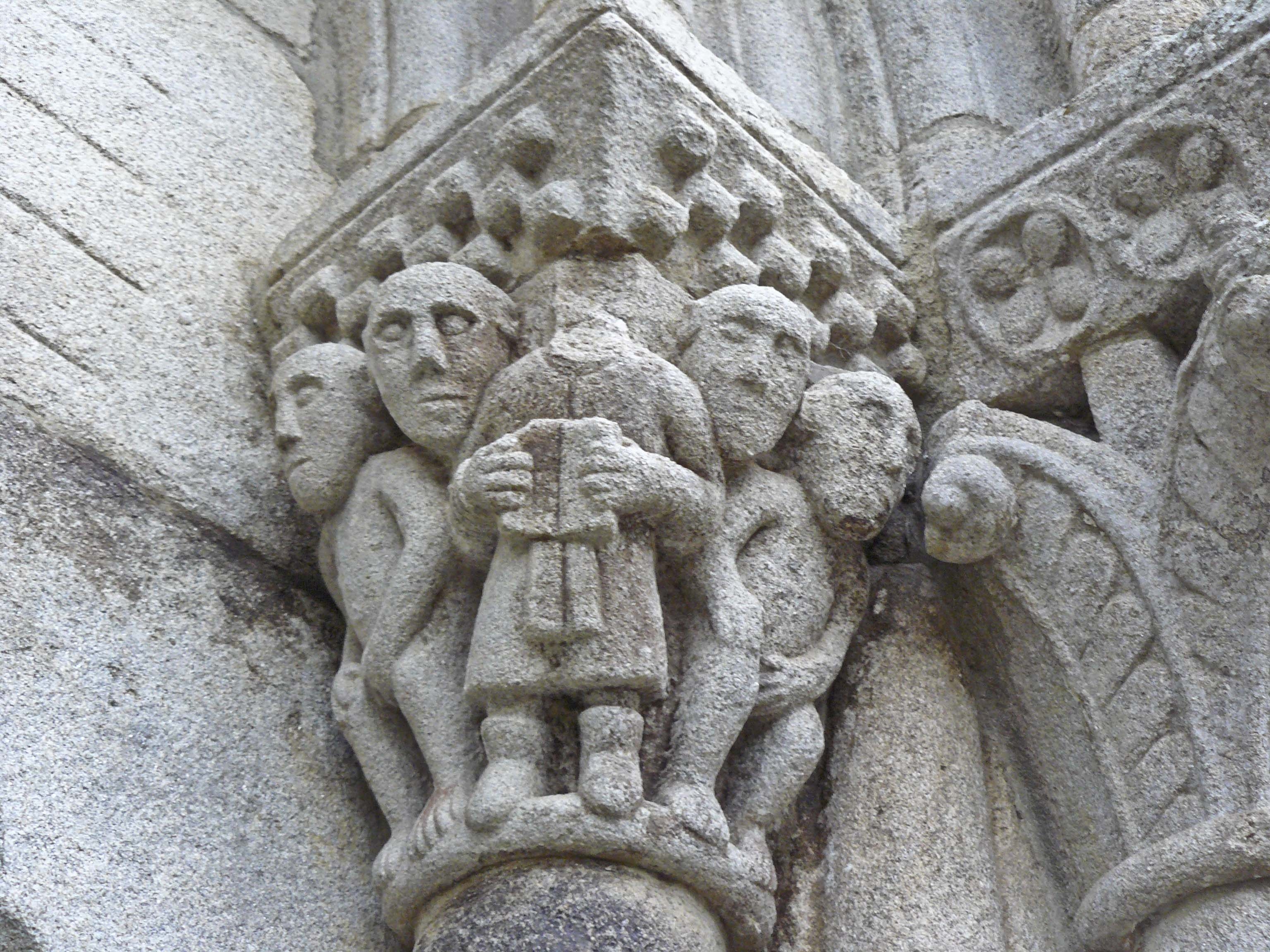
Capitel izquierdo de la fachada occidental

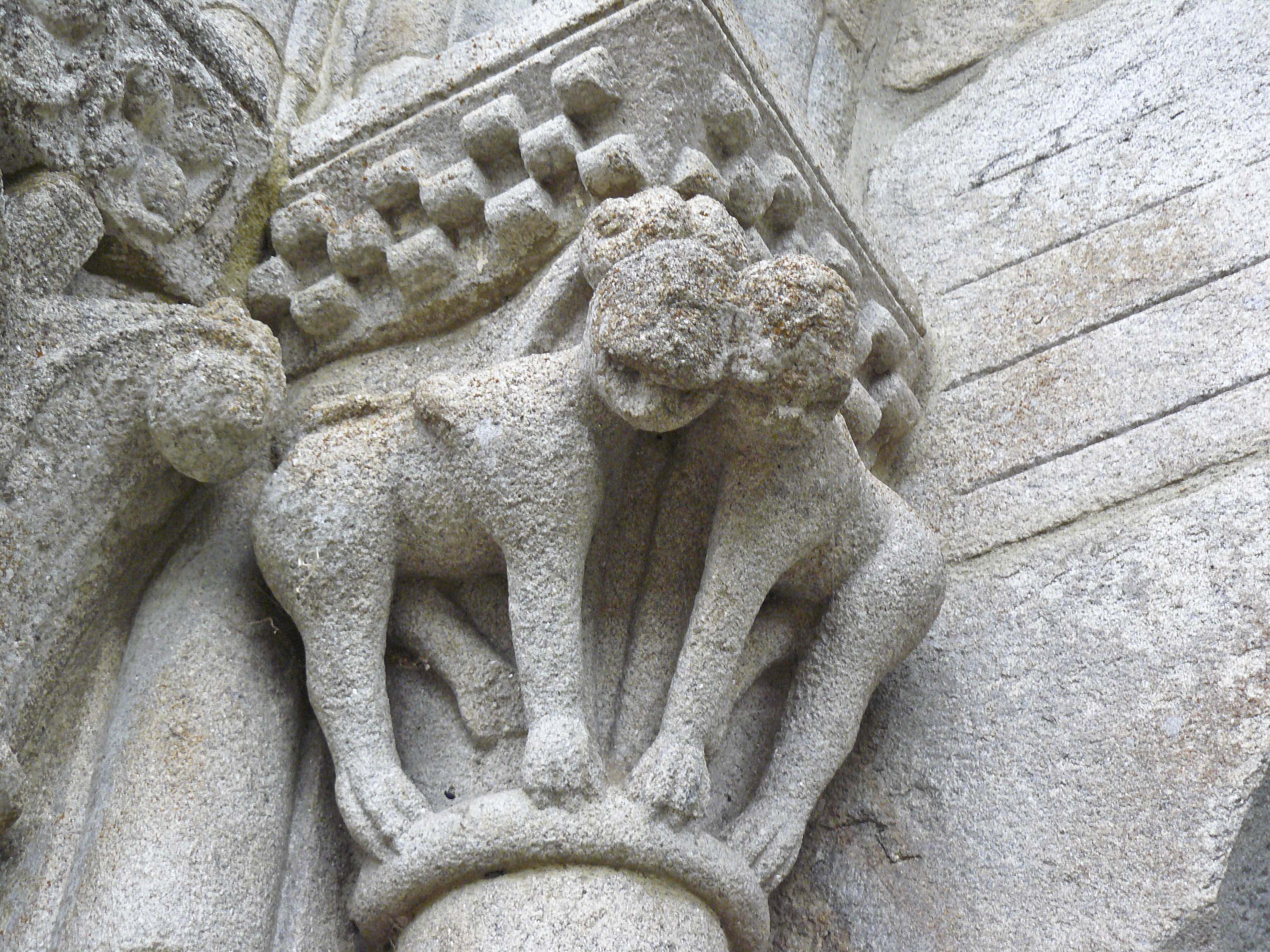
Capitel derecho de la fachada occidental

Exteriormente no parece que el edificio esté compuesto por tres naves, ya que es un rectángulo cubierto a dos aguas con tres ábsides rectangulares añadidos a la cabecera.
La fachada occidental es plana, sin contrafuertes y está rematada por una torre de principios del siglo XX. A ambos lados de la puerta existen dos saeteras frente a las naves menores y una ventana sobre la puerta, elementos reutilizados del primer templo. Las arquivoltas, de baquetones y escocias, rodeadas por una banda de billetes descansan sobre dos pares de columnas con basas áticas con algunas alteraciones, fustes monolíticos, lisos y exentos. Los capiteles más exteriores tienen motivos vegetales: grandes hojas con vértices acabados en espiral a modo de volutas. 
De los capiteles interiores de la portada principal, el derecho representa dos leones enfrentados y el izquierdo un hombre vestido con túnica y calzado con borceguí sosteniendo un libro abierto en sus manos sobre su pecho. Le falta la cabeza. En el mismo capitel detrás del hombre, dos cabezas humanas y a los lados dos hombres desnudos con una mano en el muslo y la otra sobre los genitales. Unas posibles interpretaciones serían que los leones representarían la fuerza que se resiste ante el pecado y el hombre estaría leyendo los nombres de los condenados, entre ellos, los dos pecadores que cubrirían sus genitales por el pecado cometido.

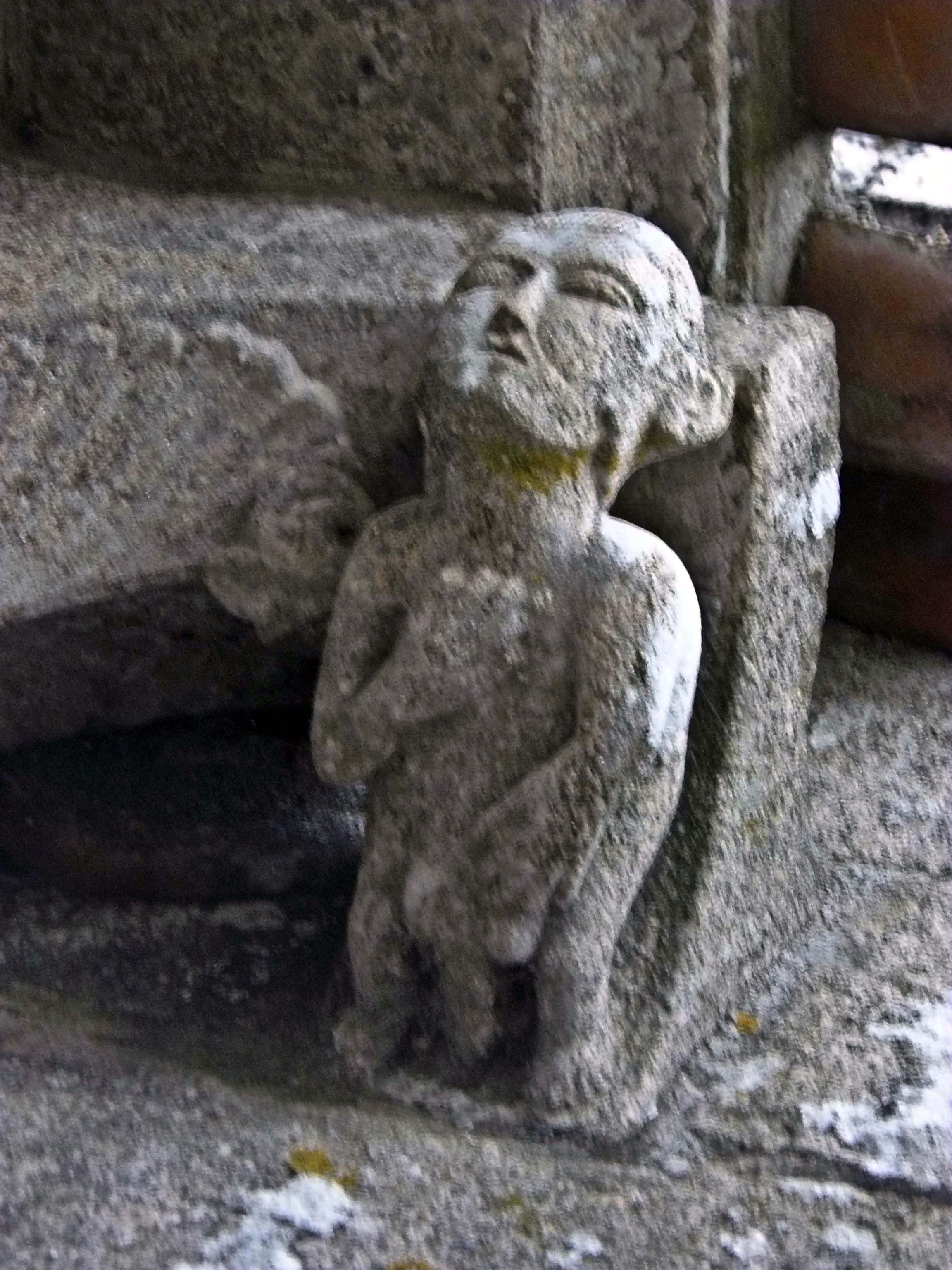
Canecillo erótico

Los muros laterales tampoco tienen contrafuertes. Del muro meridional, apenas es visible cuatro metros por haber añadido la capilla. En el alero presenta una decoración con bolas en el chaflán de la cubierta, con canecillos de hojas, cabeza de felino y otra de bóvido. También se abre con una saetera. El muro septentrional parece muy modificado. Contiene una puerta adintelada, el dintel está decorado con un arco de medio punto e inscrito en él un arco pentalobulado (con arcos de herradura) y en su interior una cruz griega. Esta puerta era la que comunicaba con el antiguo claustro del monasterio.
El muro occidental aparece ampliado por un contrafuerte que parece haber sido añadido posteriormente. Se abre con una pequeña saetera. En el piñón del muro aparece un carnero con una cruz en forma de trébol con brazos flexionados.

### Ábsides
Los ábsides son rectangulares, siendo el central de mayores proporciones. Los laterales se cubren a un agua y el central con dos. El muro frontal del ábside central dispone de una saetera. En el muro lateral septentrional, un alero recto biselado con canecillos con cabeza de bóvido, hoja puntiaguda con bola, una gran cabeza humana cuyo cuerpo solo se representa con las extremidades inferiores encogidas, un posible felino y un canecillo con una gran palo en el extremo superior. En el muro lateral sur se encuentra una moderna ventana rectangular y una cornisa similar a la opuesta con canecillos que representan: un animal indeterminado, una cabeza de bóvido, un canecillo de voluta, una figura humana, un tema irreconocible y una cabeza de felino.
En el ábside lateral septentrional, el muro frontal tiene una pequeña saetera y un borde liso a modo de cornisa.
El ábside lateral meridional presenta una morfología similar a su opuesto. Tiene en su muro frontal un gran perro con cabeza de bóvido con su cuerno derecho roto.

### Interior
La iglesia tiene planta basilical de tres naves separadas por intercolumnios con arcos de medio punto peraltados y ábside rectangular con dos capillas añadidas. Se cubre con un techo de madera y las naves están divididas en tramos por pilares de sección cuadrangular en el centro y en el frente y en columna en el muro occidental. Los pilares están rematados por una moldura. Las basas con un marco recto biselado, y una de ellas presenta piñas.
El interior de la iglesia está encalado casi en su totalidad. En el muro occidental sobre la ventana moderna se encuentra una cabeza de carnero reutilizada por los constructores de la reforma de la fachada en el siglo XX. A los lados del mismo muro se abren dos saeteras con un derrame interior en arco de medio punto.
El muro meridional presenta una saetera a medio tapiar y un gran arco apuntado que comunica con la capilla funeraria. Las naves están cubiertas de madera, planas en el centro y con desnivel en las laterales.
El ábside lateral meridional se abre con un arco triunfal de medio punto peraltado y doblado apoyado sobre pilastras a modo de jambas. Su interior se cubre con bóveda de cañón. El ábside lateral septentrional aparece cerrado por un muro con una puerta en el centro. La bóveda de este ábside comienza apoyada por una imposta más alta que el arco de triunfo.
El ábside central presenta un arco de medio punto peraltado y doblado sobre el que se encuentra una saetera con derrama interior. Se cubre con bóveda de cañón enlucida que descansa sobre el arco triunfal y un arco toral que descansa sobre columnas entregas.
Los capiteles del arco triunfal presentan motivos vegetales, dos tipos de grandes hojas rematadas en espiral. Los fustes están formados por dos tambores de diferente tamaño. Las basas son áticas con plinto redondeado y una cabeza de lobo invertida en el centro y dos bolas a los lados.
Las columnas del arco toral son de características similares a las del arco triunfal y la otra, la de la izquierda, formada por una base con plinto y cuatro toros estrechos superpuestos en degradación y fuste dividido en cuatro partes desiguales. En el capitel hay hojas alanceladas y en las caras estrechas, un rostro humano y una cabeza de asno.

## Capilla funeraria de los Deza

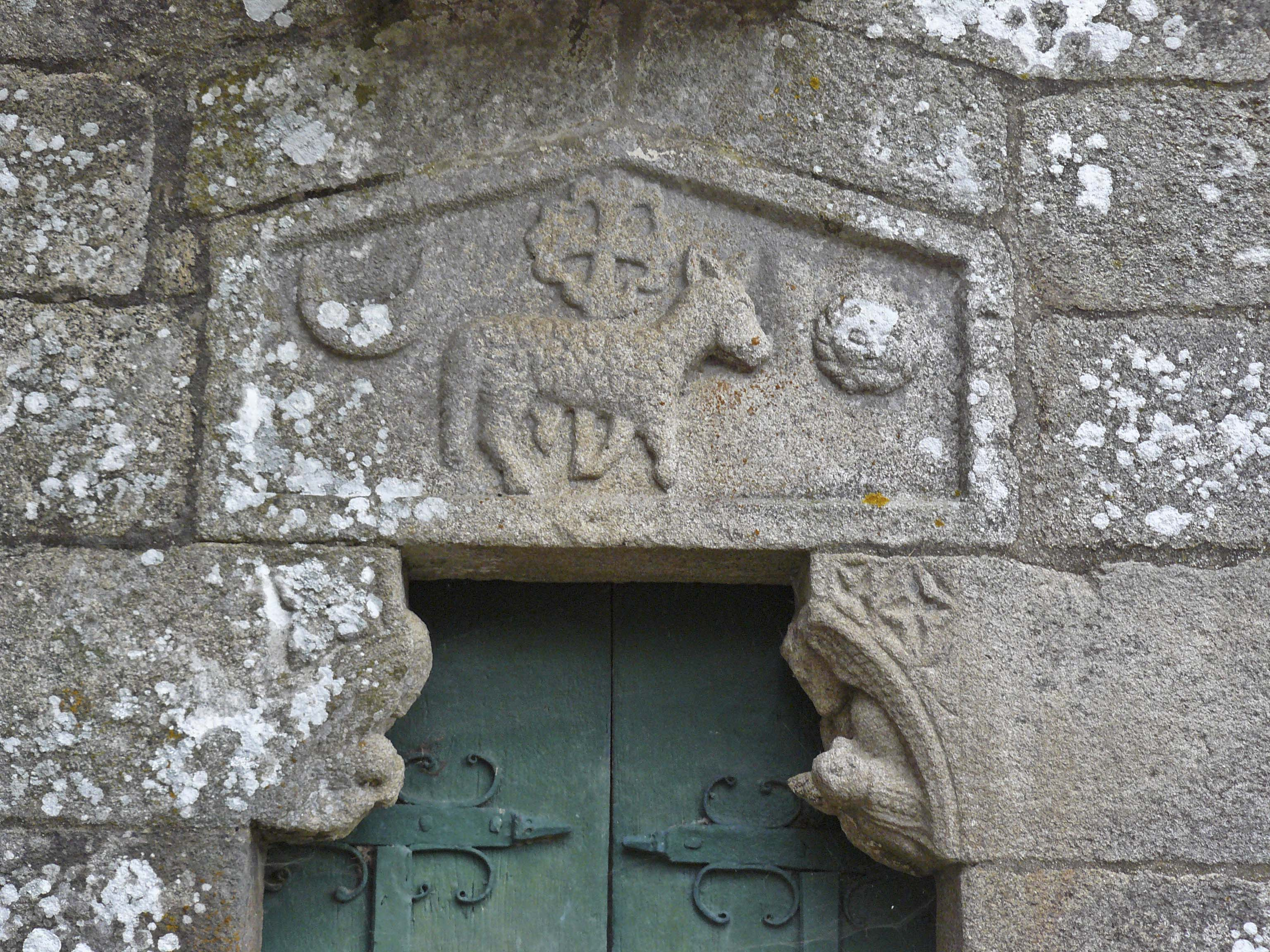
Dintel pentagonal con el Agnus Dei

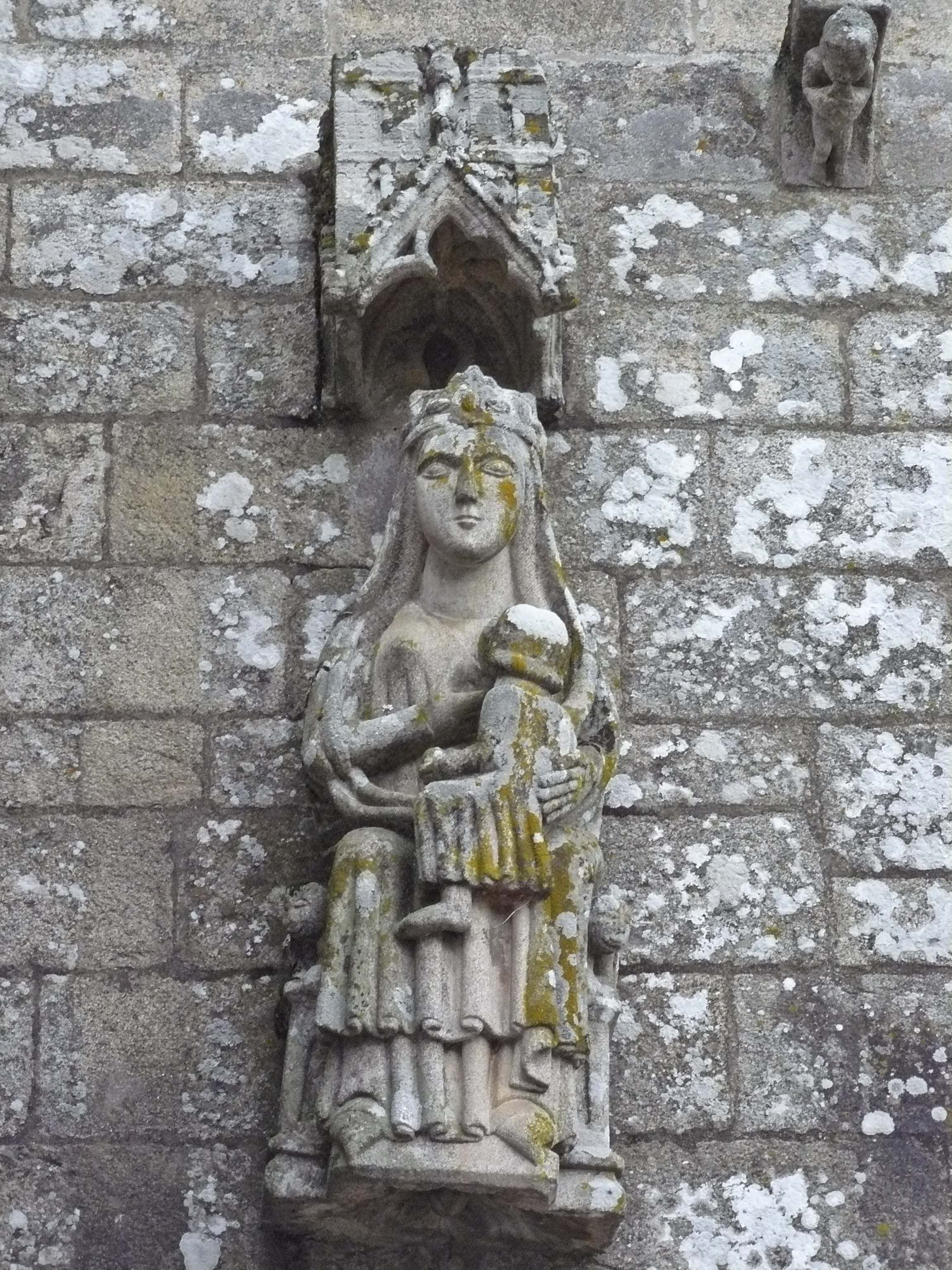
Virgen de la Leche

A la derecha de la iglesia y adosada a ella a través de un arco apuntado se encuentra la conocida como Capilla señorial de los Deza, de factura gótica del siglo XIV llamada así por conservarse en ella del sepulcro de Diego Gómez de Deza de 1341.
Es un espacio independiente de la iglesia que consta de una nave y un ábside rectangular cubierto con bóveda de crucería.
En la puerta rectangular de la fachada meridional se aprecia un dintel pentagonal a modo de tímpano con el Agnus Dei con una cruz flordelisada sobre su lomo, entre el sol y la luna. El tímpano, que parece ser anterior a la construcción de la capilla gótica, descansa sobre dos mochetas decoradas con figuras humanas que portan objetos en actitud de muestra y ofrecimiento. Más arriba del dintel, una Virgen de la Leche con el Niño sentado en su regazo bajo un palio gótico. Un rosetón y abundante decoración en los canecillos completan el conjunto.

## Galería de canecillos de San Pedro de Ansemil
|  |
|  |

|  |
|  |

|  |
|  |

|  |
|  |

|  |
|  |

|  |
|  |

|  |
|  |

|  |
|  |